# Saires
Saires település Franciaországban, Vienne megyében. Lakosainak száma 124 fő (2022. január 1.). Saires Berthegon, Doussay, Monts-sur-Guesnes, Prinçay, Savigny-sous-Faye és Verrue községekkel határos.

## Népesség
A település népessége az elmúlt években az alábbi módon változott:
| Lakosok száma | 145  | 135  | 136  | 132  | 128  | 125  | 125  | 124  | 124  |
|               | 2013 | 2015 | 2016 | 2017 | 2018 | 2019 | 2020 | 2021 | 2022 |